# Jean Gagé
Jean Gagé, né le 1er juin 1902 à Nainville-les-Roches et mort le 4 mai 1986 à Châtenay-Malabry est un historien français, spécialiste d'histoire romaine.

## Biographie
Jean Gagé fut de 1921 à 1924 élève de l'École normale supérieure de Paris, et obtint l'agrégation de lettres. Il fut membre de l'École française de Rome de 1925 à 1928, années au cours desquelles il participa à des fouilles en Algérie. Il fut envoyé pour une mission d'enseignement à São Paulo, où il demeura pendant la Seconde Guerre mondiale. Il rentra en France en 1945, et s'installa à Strasbourg. En 1955, il soutint sa thèse à la Sorbonne, puis fut nommé professeur au Collège de France, succédant à André Piganiol à la chaire de civilisation romaine, où il enseigna jusqu'en 1972.

## Publications
- Apollon romain. Essai sur le culte d'Apollon et le développement du « ritus Graecus » à Rome des origines à Auguste (« Bibliothèque des Écoles françaises d'Athènes et de Rome », 182), Paris, Éd. de Boccard, 1955, 741 p., ill. (thèse)
- Nocturnes et méridiennes - Éditions du Scorpion - Paris -1962

- Prix Paul-Verlaine 1963 de l’Académie française
- Les Classes sociales dans l'Empire romain - Payot - Paris - 1964
- La Montée des Perses Sassanides et l'heure de Palmyre - Albin Michel - Paris - 1965
- La Chute des Tarquins et les débuts de la République romaine - Payot - Paris - 1976

- Prix Broquette-Gonin (littérature) 1977 de l’Académie française